# دهستان اباتر
دهستان اباتر نام دهستانی در بخش طاهرگوراب در شهرستان صومعه‌سرا استان گیلان است. 